# ビル・マッケンリー
ビル・マッケンリー（Bill McHenry、1972年 - ）は、アメリカのジャズ・サクソフォーン奏者、作曲家。ビル・マッケンリー・カルテットのリーダーを務め、自身の名義で12枚以上のアルバムをリリースしているほか、多くのアーティストとコラボレーションしている。

## 生い立ち
マッケンリーは1972年、メイン州ブルーヒルに生まれた。インターロチェン・アーツ・アカデミーに通い、ニューイングランド音楽院に進学した。

## その後の人生とキャリア
マッケンリーは1992年にニューヨークに移住した。1997年、ベン・モンダー、クリス・ヒギンズ、ダン・ライザーと共演した『Rest Stop』でリーダー・デビューを果たした。その2年後には、ベン・モンダー、リード・アンダーソン、ジェラルド・クリーヴァーと共演した『Graphic』をリリース。2002年にはポール・モチアンとレコーディングを行い、ヴィレッジ・ヴァンガードでの公演や、ベン・モンダーとリード・アンダーソンとの共演による2枚のアルバム『Roses』と『Ghosts of the Sun』をリリースした。ドラマーのアンドリュー・シリルとのデュオ作品『Proximity』は、2016年頃にリリースされた。

## ディスコグラフィ

### リーダー・アルバム
- Jazz Is Where You Find It (1997年、Fresh Sound)[4]
- Rest Stop (1997年、Fresh Sound)[4]
- Graphic (1998年、Fresh Sound)[4]
- Live at Smalls (2000年、Fresh Sound) ※with リード・アンダーソン、イーサン・アイヴァーソン、ジェフ・ウィリアムズ
- 『ビル・マッケンリー・カルテット・フィーチャリング・ポール・モチアン』 - Quartet Featuring Paul Motian (2002年、Fresh Sound)[4]
- Sonic Pressure (2005年、Fresh Sound)[4]
- Roses (2007年、Sunnyside)[4]
- Rediscovery (2008年、Sunnyside) ※with ジョン・マクニール
- Chill Morn He Climb Jenny (2010年、Sunnyside) ※with ジョン・マクニール
- Bloom (2010年、Sunnyside) ※with ベン・モンダー
- Ghosts of the Sun (2011年、Sunnyside)
- La Peur Du Vide (2012年、Sunnyside)
- Proximity (2016年、Sunnyside) ※with アンドリュー・シリル
- Solo (2018年、Underpool)

### 参加アルバム
アヴィシャイ・コーエン
- 『イントゥ・ザ・サイレンス』 - Into the Silence (2016年、ECM)[5]

ギジェルモ・クレイン
- Filtros (2008年、Sunnyside)[6]
- Live at the Village Vanguard (2014年、Sunnyside)[7]
- Los Guachos V (2016年、Sunnyside)[8]

イーサン・アイヴァーソン
- 『ライヴ・アット・スモールズ』 - Live at Smalls (2000年、Fresh Sound)[9]